# Богемский, Дмитрий Анисимович
Дми́трий Ани́симович Боге́мский (настоящая фамилия Берко́вич; 23 марта 1878 — 12 марта 1931) — русский мелодекламатор, пародист, автор и исполнитель начала XX века, писатель, поэт, журналист, общественный деятель. Издавал в Петербурге в 1910—1917 годах журнал «Граммофонный мир». Сыграл заметную роль в развитии русской грамзаписи и в становлении советского эстрадного искусства.

## Биография
Родился в 1878 году в Херсоне. Окончив Одесскую гимназию, продолжил образование в Киевском университете на медицинском и юридическом факультетах.
Занимался журналистикой, писал сатирические стихи, фельетоны, рассказы на бытовые темы. Имел много литературных псевдонимов, среди них — «ДАБ», «Олег Северный», «Маркиз из Суук-Су», «Граф Худой» и др. Его перу принадлежат роман «Вне колеи», сборник рассказов «Ялта на ладони», пародийный роман «Понедельник» и другие произведения. Богемский сотрудничал в юмористических журналах, таких как «Будильник», «Осколки», «Шут». Жил и работал в Москве, но после революционных событий 1905 года был выслан за свои антисамодержавные фельетоны и стихи в Кишинёв, где продолжал журналистскую работу в прогрессивных газетах.
Вернувшись из ссылки, жил в Петербурге, где с 1910 по 1917 годы издавал журнал «Граммофонный мир». На титульном листе журнала в раструбе граммофона помещался портрет Марии Александровны Эмской (1883—1925) — известной певицы, первой жены Д. А. Богемского.
Д. А. Богемский активно сотрудничал с многими граммофонными фирмами, сочиняя и записывая на пластинки куплеты, скетчи, короткие юмористические рассказы, много работал в жанре мелодекламации. Пользовалась популярностью его комическая пародия «Гай-да, тройка на резине!» (на знаменитый романс Михаила Штейнберга), изданная отдельными нотами и на пластинке.
В 1911 году, после похорон П. А. Столыпина, Дмитрий Анисимович Богемский, бывший одним из его ярых поклонников, сочинил и записал на двух сторонах грампластинки речь «Прочувственное слово» и мелодекламацию «На смерть П. А. Столыпина». Запись была выполнена в студии звукозаписи только что открытой петербургской граммофонной фабрики «Звукопись». С началом Первой мировой войны Богемский сочинил ура-патриотический рассказ «Повесть о юном прапорщике», в котором герой ценою своей жизни спасает знамя. Это произведение, исполнявшееся автором в жанре мелодекламации на мелодию популярного в то время романса «Чайка», было записано им на киевской фабрике «Экстрафон» на грампластинку, ставшую необычайно популярной — за короткое время она разошлась 70-тысячным тиражом.
В 1920-х годах Д. А. Богемский активно работал в Ленинграде как автор малых эстрадных форм — писал для видных советских артистов-сатириков и куплетистов И. С. Гурко, П. А. Айдарова, В. Гущинского и др., выступал как конферансье, работал в рабочих эстрадных коллективах (таких как «Синяя блуза»), в «Свободном театре» вместе с Л. О. Утесовым играл в пьесе «Мендель Маранц». Граммофонными делами Дмитрий Анисимович больше не занимался, и в конце 1920-х годов даже отказался от предложения возглавить Апрелевский завод грампластинок.
Д. А. Богемский вел большую общественную работу: был председателем эстрадной секции Драмсоюза, позднее возглавлял Всероскомдрам — творческую организацию, объединявшую драматургов и композиторов, на базе которой возникли Союз композиторов СССР и Союз писателей СССР.
Скончался Дмитрий Анисимович Богемский 12 марта 1931 года и похоронен на Волковском православном кладбище, в восточной части «Литераторских мостков» (фото могилы).

## Семья
Первым браком Д. А. Богемский был женат на Марии Александровне Эмской (1881 — 4 мая 1925) — известной концертной певице начала XX века (сопрано), с репертуаром от оперных арий до цыганских романсов. Ей принадлежит рекордное для того времени число записей на грампластинки, более 400.
Вторым браком Д. А. Богемский был женат на Александре Георгиевне Кардовской (1893—1976). От этого брака у него был сын, Георгий Дмитриевич Богемский (1920—1995), дипломат, а впоследствии — известный советский киновед, специалист по итальянскому кино.